# Młyn Dolny
Młyn Dolny (dodatkowa nazwa w j. kaszub. Dólny Młin) – część wsi kaszubskiej Kożyczkowo w Polsce, położona w województwie pomorskim, w powiecie kartuskim, w gminie Chmielno, nad Łebą i nad południowym brzegiem jeziora Sianowskiego. Leży na obszarze Pojezierza Kaszubskiego i znajduje się na terenie Kaszubskiego Parku Krajobrazowego. Na zachód od Młyna Dolnego w kompleksie Lasów Mirachowskich znajdują się rezerwaty przyrody Leśne Oczko i Staniszewskie Zdroje.
Wchodzi w skład sołectwa Kożyczkowo. 
W latach 1975–1998 Młyn Dolny administracyjnie należał do województwa gdańskiego.